# Hemistasiidae
Hemistasiidae — родина мікроскопічних евкаріотичних організмів класу Diplonemea. Родину було виділено 2016 року згідно з молекулярно-філогенетичними дослідженнями для виду Hemistasia phaeocysticola Станом на 2019 рік були відкрито ще декілька видів родини, хоча відповідно до досліджень ДНК з морського середовища, різноманіття видів дуже високе.

## Різноманіття
- Hemistasia
  - Hemistasia phaeocysticola
- Artemidia
  - Artemidia motanka
- Namystynia
  - Namystynia karyoxenos